# اولاد مؤمن
اولاد مؤمن (به عربی: أولاد مؤمن) یک شهرداری در الجزایر است که در استان سوق اهراس واقع شده‌است.